# اچ‌ام‌اس آباتوس
اچ‌ام‌اس آباتوس (به انگلیسی: HMS Abatos) یک کشتی بود.